# Bürgerschaftswahl in Hamburg 1978
- SPD: 69
- CDU: 51

- Regierung: 69
- Opposition: 51

Am 4. Juni 1978 fand die 9. Wahl zur Hamburgischen Bürgerschaft statt, gleichzeitig mit der Landtagswahl in Niedersachsen. Überraschend scheiterte die seit 1970 mitregierende FDP an der Fünfprozenthürde. Die SPD erreichte die absolute Mehrheit und stellte mit Hans-Ulrich Klose weiterhin den Ersten Bürgermeister. Erstmals traten mit der Bunten Liste – Wehrt euch: Initiative für Demokratie und Umweltschutz und der Grünen Liste Umweltschutz zwei Grüne Parteien an, die jedoch an der Sperrklausel scheiterten.

## Ergebnis
| Partei          | Stimmen | Prozent | Sitze |
| --------------- | ------- | ------- | ----- |
| SPD             | 493.340 | 51,5    | 69    |
| CDU             | 360.409 | 37,6    | 51    |
| FDP             | 45.903  | 4,8     | −     |
| BuLi            | 33.279  | 3,5     | −     |
| GLU             | 10.061  | 1,1     | −     |
| DKP             | 9.373   | 1,0     | −     |
| NPD             | 3.231   | 0,3     | −     |
| KPD/ML          | 880     | 0,1     | −     |
| KBW             | 689     | 0,1     | −     |
| AUD             | 592     | 0,1     | −     |
| FSU             | 371     | <0,1    | −     |
| EAP             | 269     | <0,1    | −     |
| Gültige Stimmen | 958.397 | Sitze   | 120   |

Erstmals wurde in Deutschland eine Wahltagsbefragung durchgeführt.